# Gadidae

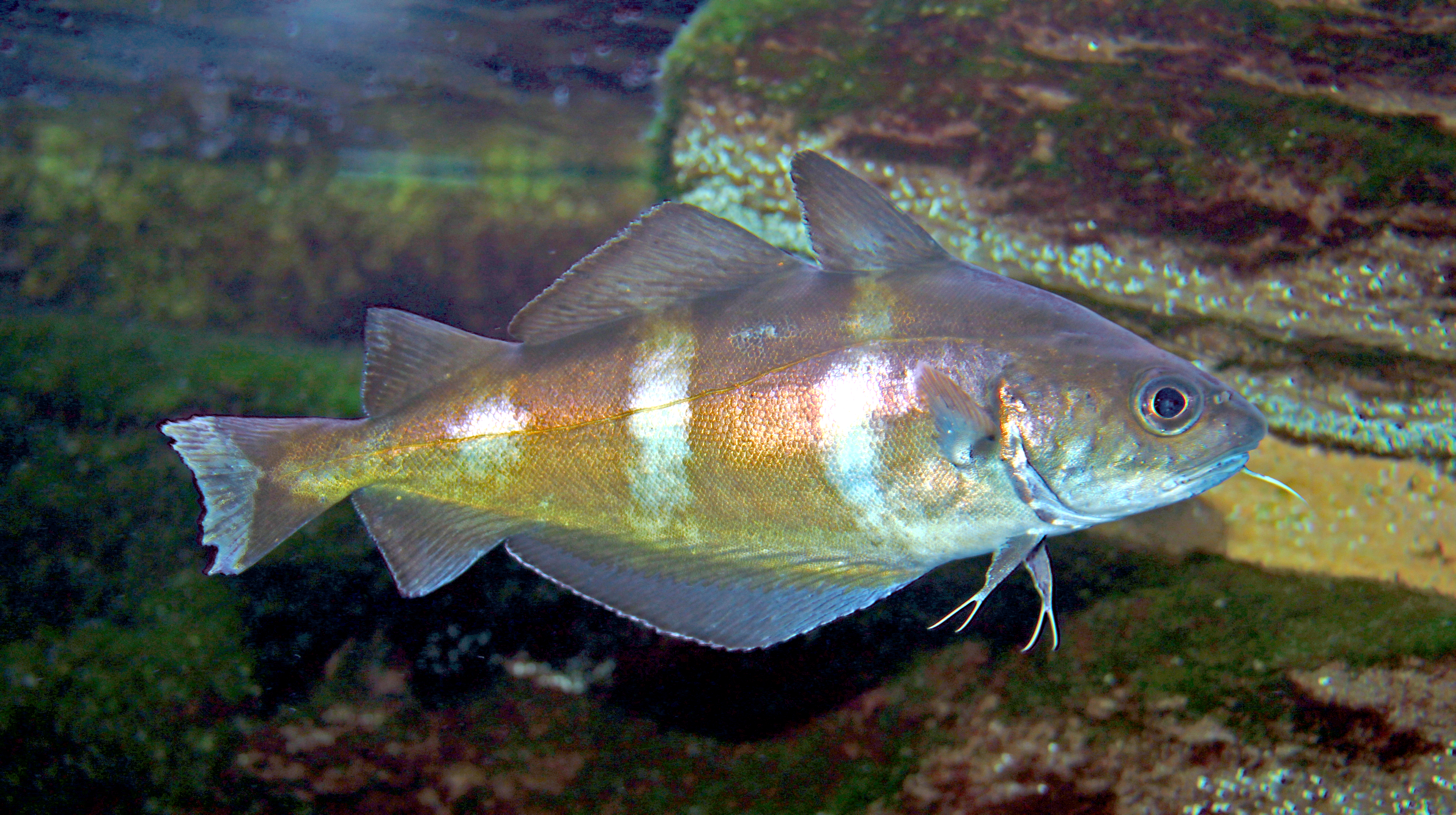
Trisopterus luscus

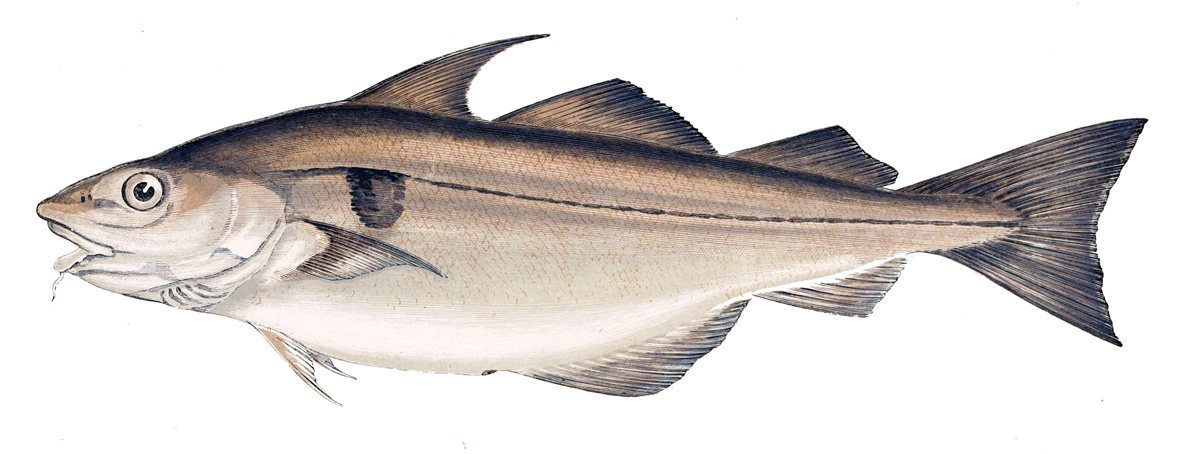
Melanogrammus aeglefinus

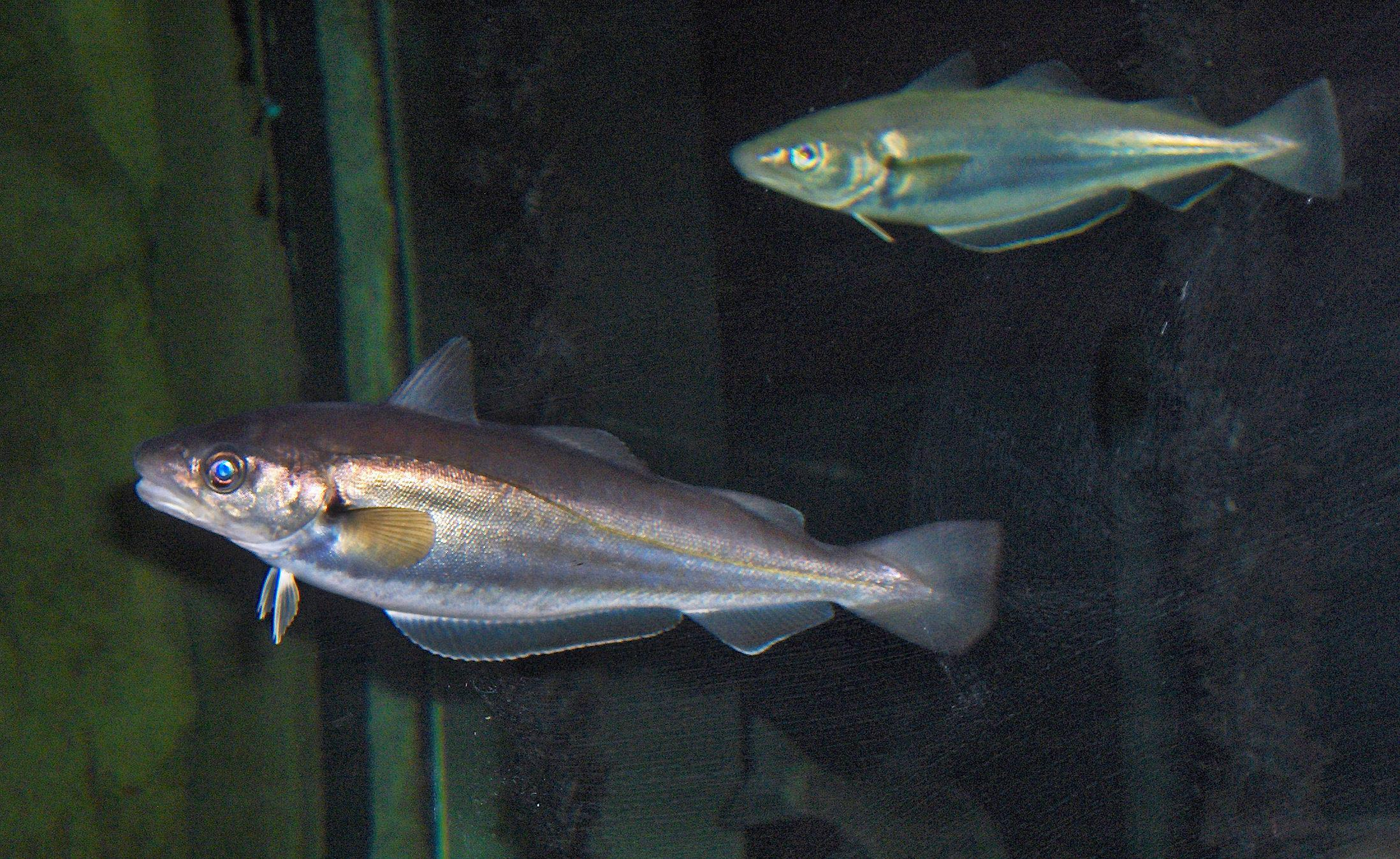
Merlangius merlangus

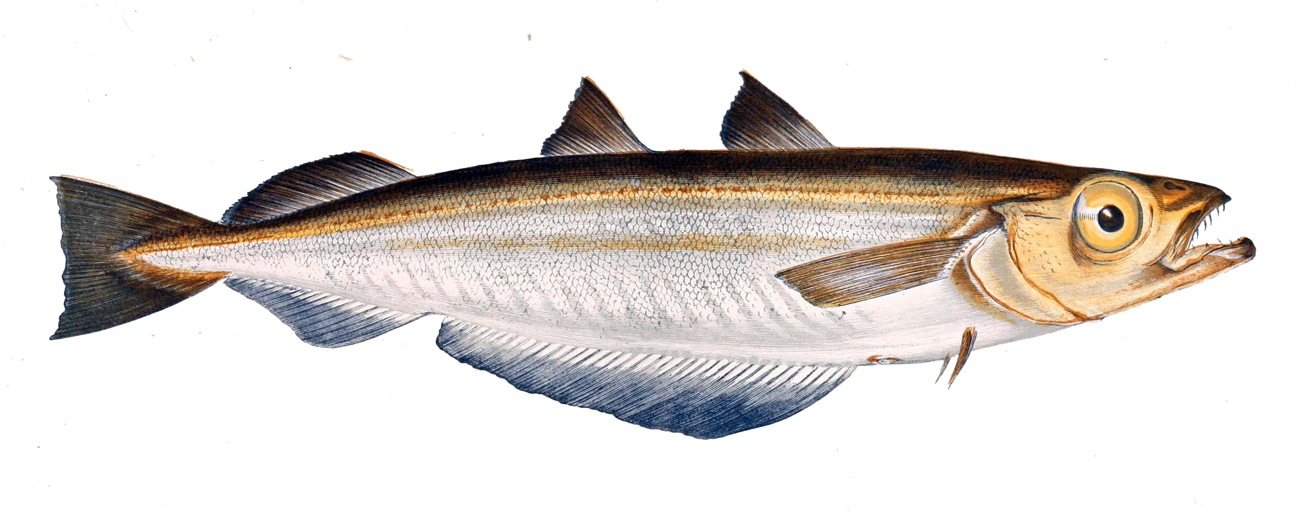
Micromesistius poutassou

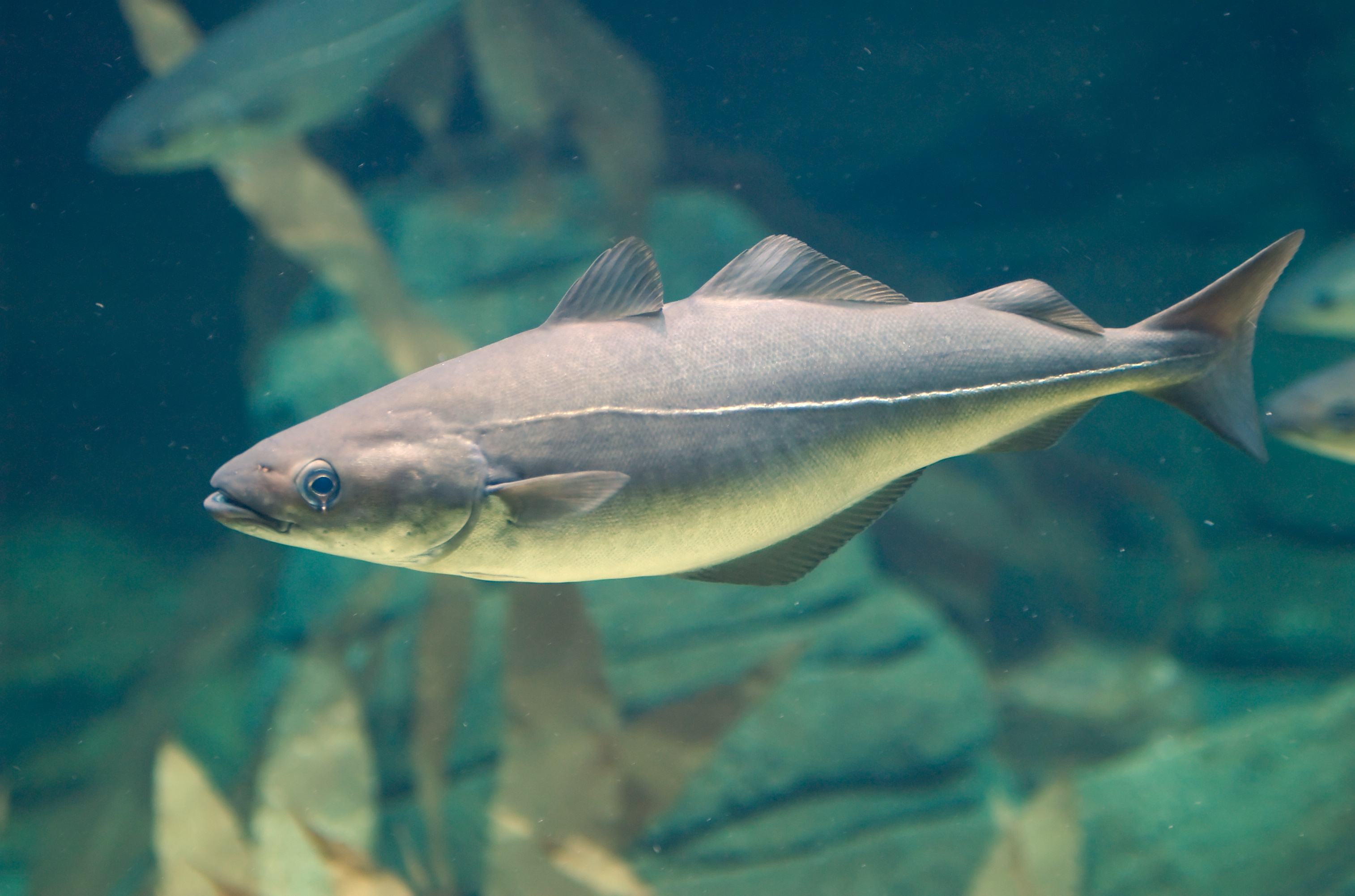
Pollachius virens

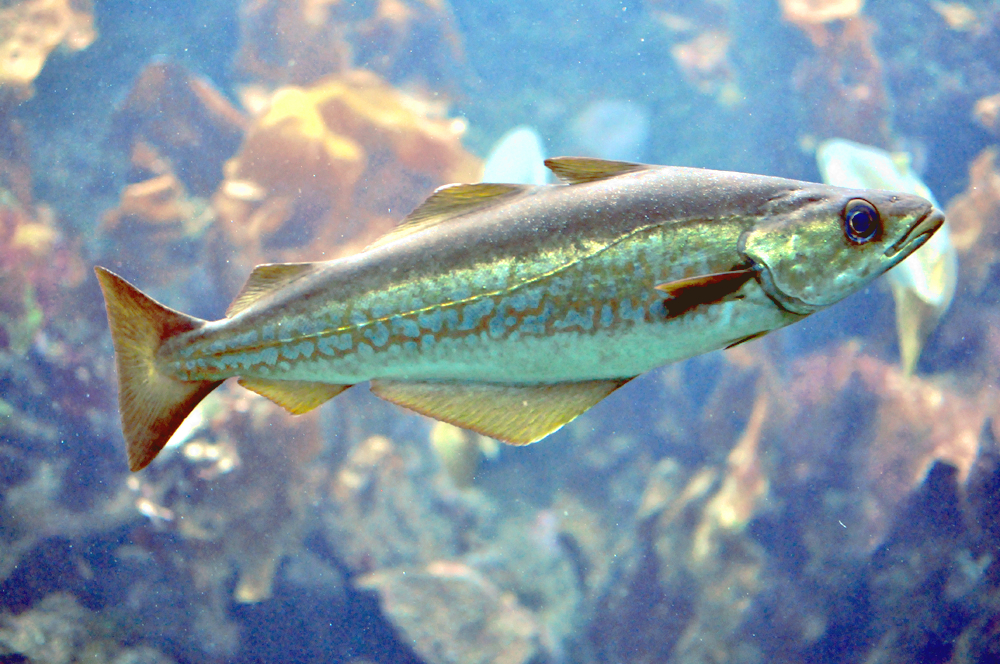
Pollachius pollachius

I Gadidae sono una famiglia di pesci ossei dell'ordine dei Gadiformes a cui appartengono numerose specie ittiche molto importanti per la pesca commerciale come il merluzzo e l'eglefino.

## Distribuzione e habitat
Le specie di questa famiglia sono distribuite quasi esclusivamente nell'emisfero boreale sia nell'Oceano Atlantico che nel Pacifico (solo la specie Micromesistius australis popola le acque temperato fredde dell'emisfero sud), soprattutto alle alte latitudini e nei mari artici. Nel mar Mediterraneo sono presenti sei specie: Gadiculus argenteus, Merlangius merlangus (areale relitto nel nord Adriatico), Micromesistius poutassou, Trisopterus capelanus, Trisopterus luscus (occasionale), Trisopterus minutus (occasionale).
La maggior parte delle specie ha abitudini demersali, si possono trovare da ambienti relativamente costieri a profondità di un migliaio di metri.

## Descrizione
Si tratta di solito di pesci dalla forma piuttosto allungata, dotati di tre pinne dorsali e due anali. Le pinne ventrali sono impiantate in posizione anteriore all'inserzione delle pinne pettorali. Nella maggior parte delle specie è presente un barbiglio sotto il mento.
Il merluzzo bianco (Gadus morhua) raggiunge i 2 metri ed è la specie di maggiori dimensioni.

## Biologia
Diverse specie formano banchi. Sono note anche migrazioni a lungo raggio.

### Alimentazione
Sono carnivori, si nutrono prevalentemente di invertebrati bentonici e pesci.

### Riproduzione
Le uova vengono deposte sul fondo.

## Pesca
Si tratta di una famiglia di enorme importanza per la pesca commerciale dell'emisfero boreale, seconda solo ai Clupeidae in termini di pesce sbarcato a livello mondiale. Alcune specie di rilevante importanza commerciale sono il merluzzo bianco (Gadus morhua), l'eglefino (Melanogrammus aeglefinus), il merluzzo giallo o pollack (Pollachius pollachius), il merluzzo nero (Pollachius virens) e il merluzzo d'Alaska o pollack d'Alaska (Gadus chalcogrammus).

## Tassonomia
Le famiglie Lotidae e Phycidae sono state a lungo incluse a livello di sottofamiglia nei Gadidae.

### Specie
- Genere Arctogadus
  - Arctogadus glacialis
- Genere Boreogadus
  - Boreogadus saida
- Genere Eleginus
  - Eleginus gracilis
  - Eleginus nawaga
- Genere Gadiculus
  - Gadiculus argenteus
  - Gadiculus thori
- Genere Gadus
  - Gadus chalcogrammus
  - Gadus macrocephalus
  - Gadus morhua
  - Gadus ogac
- Genere Melanogrammus
  - Melanogrammus aeglefinus
- Genere Merlangius
  - Merlangius merlangus
- Genere Microgadus
  - Microgadus proximus
  - Microgadus tomcod
- Genere Micromesistius
  - Micromesistius australis
  - Micromesistius poutassou
- Genere Pollachius
  - Pollachius pollachius
  - Pollachius virens
- Genere Raniceps
  - Raniceps raninus
- Genere Theragra
  - Theragra finnmarchica
- Genere Trisopterus
  - Trisopterus capelanus
  - Trisopterus esmarkii
  - Trisopterus luscus
  - Trisopterus minutus[3]